# Vösendorf
Vösendorf – gmina targowa w Austrii, w kraju związkowym Dolna Austria, w powiecie Mödling. Według danych Austriackiego Urzędu Statystycznego liczyła 6 571 mieszkańców (1 stycznia 2014).

## Współpraca
Miejscowość partnerska:
- Kindberg, Styria
- Reggello, Włochy
- Roßdorf, Niemcy